# Мініна Тетяна Олексіївна
Тетяна Олексіївна Мініна (рос. Татьяна Алексеевна Минина, нар. 18 квітня 1997) — російська тхеквондистка, срібна призерка Олімпійських ігор 2020 року, чемпіонка Європи.
Відібрана як "нейтральний" спортсмен для участі в Олімпіаді 2024 року в Парижі, однак підтримує агресивну війну, розв'язану РФ проти України, що заборонено правилами. 

## Виступи на Олімпіадах
| Олімпіада  | Дисципліна | Місце |
| ---------- | ---------- | ----- |
| Токіо 2020 | до 57 кг   | 2     |

## Зовнішні посилання
- Тетяна Мініна [Архівовано 2 грудня 2020 у Wayback Machine.] на сайті taekwondodata.com.

1. ↑  Лицемірні ігри. Російських і білоруських спортсменів необхідно відсторонити від Олімпіади без будь-яких умов. voxukraine.org (укр.). Процитовано 13 червня 2024.